# Jason O'Mara
Jason O'Mara (Sandycove, 6 de agosto de 1972) é um ator irlandês-americano que estreou na rede de televisão americana In Justice e Life on Mars. Seu trabalho mais recente é o personagem Wyatt Price da série "The Man in the High Castle", exibida no serviço de streaming Amazon Prime Video.

## Biografia
O'Mara nasceu e cresceu em Sandycove, no sul de Dublin, Irlanda. Formou-se no Trinity College em Dublin com licenciatura em teatro. Nunca havia pensado em ser ator, e em um papel de escola, no ensino médio, se tornou protagonista e descobriu seu dom de atuar, começando sem pensar a carreira de ator.

### Carreira

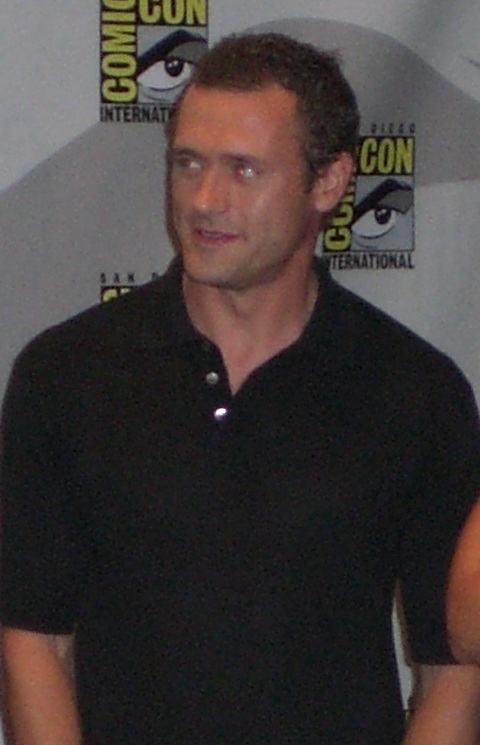
Jason O'Mara (2008)

Fez várias performances com a "The Royal Shakespeare Company". Seu trabalho teatral em Londres e Dublin incluem "The Jew of Malta" e "Popcorn". Foi nomeado para Melhor Ator Coadjuvante em 2002 no Irish Theatre Awards por sua interpretação em "Bash".
Ele apareceu em "The Homecoming" em Londres e Dublin, bem como no Lincoln Center em Nova Iorque. Ele também participou de várias outras séries, incluindo The Agency, Band of Brothers, Monarch of the Glen, High Stakes, Playing the Field, The Bill, Berkeley Square e Reach for the Moon.
Interpretou Jim Shannon na série Terra Nova, de Steven Spielberg, em 2011. Contudo, foi cancelada após a primeira temporada.

## Vida pessoal
Casou-se com a atriz norte-americana Paige Turco em uma cerimônia católica romana em Old Saybrook, Connecticut, E.U.A., em setembro de 2003. O casal tem um filho. O'Mara naturalizou-se norte-americano em 26 de janeiro de 2009, porém ainda preserva sua nacionalidade irlandesa.

## Filmografia
- The Man in the High Castle como Wyatt Price (2018)
- Liga da Justiça Sombria como Bruce Wayne / Batman (voice) (2017)
- Marvel Agentes da SHIELD como Jeffrey Mace / O Patriota (2017)
- Justice League vs. Teen Titans como Bruce Wayne / Batman (voice) (2016)

- "Complications" como John Ellis (Protagonista) [2015]
- Justice League: War como Bruce Wayne / Batman (voice) (2014)
- One for the Money como Joe Morelli (2012)
- Vegas (série) como Jack Lamb (2012-2013)
- Terra Nova como Jim Shannon (2011-Cancelada)
- Trust Me como Stu Hoffman (1 episódio, 2009)
- Life on Mars (versão americana) como Sam Tyler (série da ABC TV - 2008-2009)
- Grey's Anatomy como Philip (Where The Wild Things Are, Piece Of My Heart) (2008)
- Marlowe (série) como Philip Marlowe (2007)
- Resident Evil: Extinction como Albert Wesker (2007)
- Men In Trees como Stuart (2006)
- Criminal Minds como Mill Creek Killer (2006)
- In Justice como Charles Conti (2006)
- The Closer como Bill Croelick (Fatal Retraction-2005, Controlled Burn-2008)
- CSI: Miami como Dr. Keith Winters (2004)
- The Agency como A.B. Stiles (2002-2003)
- Monarch of the Glen como Fergal MacLure (2001)
- Playing the Field como Lee Quinn (2001)
- The Cassidys como Dominic (2001)
- High Stakes comoi Greg Hayden (2001)
- Band of Brothers como Tenente Thomas Meehan III (2001)
- Reach for the Moon as Ben Collier (2000)
- The Bill como Richard Pallister (2000)
- The Mrs Bradley Mysteries como Jake Hicks (1999)
- Unfinished Business (1998)
- Peak Practice como Billy Matters (1998)
- Berkeley Square como Ned Jones (1998)
- Cause Of Death (1997)
- Gobble como jornalista (1997)
- Soldier Soldier como médico  (1996)
- Space Truckers como Chopper 3 (1996)
- Elodie (1996)
- Summertime como pai Pat (1995)